# Индевор (шаттл)
«Инде́вор» (англ. Endeavour, МФА: [enˈdev.ɚ]; в пер. с англ. — «стремление») — многоразовый транспортный космический корабль НАСА, пятый и последний космический челнок. Решение о создании «Индевора» было принято в 1987 году. Взамен погибшего шаттла «Челленджер», предполагалось достроить до пригодности к космическим полётам экспериментальный шаттл «Энтерпрайз», но из соображений экономии в начале 1987 года было принято решение о сборке нового шаттла. Строительство «Индевора» было начато 1 августа 1987 года, а 7 мая 1991 года «Индевор» был передан в эксплуатацию НАСА.
Корабль был назван по имени одного из судов Джеймса Кука. Его судно использовалось в астрономических наблюдениях, позволивших точно установить расстояние от Земли до Солнца, а также участвовало в экспедициях по исследованию Новой Зеландии.
В НАСА «Индевор» имеет обозначение OV-105 (Orbiter Vehicle — 105).
Первый полёт «Индевор» совершил 7 мая 1992 года. В 1993 году на «Индеворе» была совершена первая экспедиция по обслуживанию космического телескопа «Хаббл». В декабре 1998 года «Индевор» доставил в своём грузовом отсеке на орбиту первый американский модуль Юнити для МКС. Затем была произведена стыковка шаттла, модуля «Юнити», и модуля «Заря», при помощи роботизированной руки шаттла «Канадарм».

## Полёты
С мая 1992 по июнь 2011 года шаттл «Индевор» совершил 25 космических полётов, провёл в космосе более 299 суток, совершил 4671 оборот вокруг Земли и пролетел, в общей сложности 198 млн км.
| №  | Эмблема | Дата старта      | Обозначение     | Программа полёта                                                                              |
| -- | ------- | ---------------- | --------------- | --------------------------------------------------------------------------------------------- |
| 1  |         | 7 мая 1992       | Индевор STS-49  | Захват и запуск спутника (Intelsat VI) на орбите                                              |
| 2  |         | 12 сентября 1992 | Индевор STS-47  | Эксперименты с космической лабораторией (Spacelab)                                            |
| 3  |         | 13 января 1993   | Индевор STS-54  | Запуск трансляционного спутника (TDRS-F)                                                      |
| 4  |         | 21 июня 1993     | Индевор STS-57  | Эксперименты с космической лабораторией (Spacelab)                                            |
| 5  |         | 2 декабря 1993   | Индевор STS-61  | Первая миссия по обслуживанию космического телескопа «Хаббл»                                  |
| 6  |         | 9 апреля 1994    | Индевор STS-59  | Эксперименты с космической лабораторией (Space Radar Laboratory)                              |
| 7  |         | 30 сентября 1994 | Индевор STS-68  | Эксперименты с космической лабораторией (Space Radar Laboratory)                              |
| 8  |         | 2 марта 1995     | Индевор STS-67  | Эксперименты с космической лабораторией (Spacelab Astro-2)                                    |
| 9  |         | 7 сентября 1995  | Индевор STS-69  | Развертывание исследовательской платформы                                                     |
| 10 |         | 11 января 1996   | Индевор STS-72  | Возвращение японского спутника                                                                |
| 11 |         | 19 мая 1996      | Индевор STS-77  | Эксперименты с космической лабораторией (Spacelab)                                            |
| 12 |         | 22 января 1998   | Индевор STS-89  | Стыковка со станцией «Мир»                                                                    |
| 13 |         | 4 декабря 1998   | Индевор STS-88  | Сборка МКС                                                                                    |
| 14 |         | 11 февраля 2000  | Индевор STS-99  | Создание топографической карты Земли                                                          |
| 15 |         | 30 ноября 2000   | Индевор STS-97  | Сборка МКС                                                                                    |
| 16 |         | 19 апреля 2001   | Индевор STS-100 | Сборка МКС                                                                                    |
| 17 |         | 5 декабря 2001   | Индевор STS-108 | Замена экипажа МКС                                                                            |
| 18 |         | 5 июня 2002      | Индевор STS-111 | Замена экипажа МКС                                                                            |
| 19 |         | 23 ноября 2002   | Индевор STS-113 | Сборка МКС и замена экипажа МКС                                                               |
| 20 |         | 8 августа 2007   | Индевор STS-118 | Сборка МКС                                                                                    |
| 21 |         | 11 марта 2008    | Индевор STS-123 | Сборка МКС                                                                                    |
| 22 |         | 14 ноября 2008   | Индевор STS-126 | Сборка МКС                                                                                    |
| 23 |         | 15 июля 2009     | Индевор STS-127 | Сборка МКС, в частности последних двух элементов модуля Кибо                                  |
| 24 |         | 8 февраля 2010   | Индевор STS-130 | Доставка и установка на МКС модуля «Транквилити» и модуля «Купол»                             |
| 25 |         | 16 мая 2011      | Индевор STS-134 | Сборка МКС. Последний полёт шаттла «Индевор» и предпоследний полёт по программе «Спейс Шаттл» |

## Завершение программы Спейс шаттл
Запланированная на 16 мая 2011 года миссия STS-134 шаттла «Индевор» стала предпоследней в программе Спейс шаттл (последней стал полёт шаттла «Атлантис» 8 июля 2011 года). 

Основной целью миссии является доставка и установка на МКС Магнитного альфа-спектрометра (Alpha Magnetic Spectrometer, AMS).
1 июня 2011, в 10.35 мск шаттл в последний раз приземлился на космодроме на мысе Канаверал во Флориде.
По окончании эксплуатации шаттл «Индевор» было решено выставить в Калифорнийском научном центре в Лос-Анджелесе. 14 октября 2012 шаттл доставили в Калифорнийский научный центр в Лос-Анджелесе. Перед этим космический аппарат совершил 19-километровый путь по улицам города на глазах тысяч зрителей, двигаясь со скоростью 3,2 километра в час. Местным властям пришлось срубить около 400 деревьев, чтобы расчистить путь для «Индевора».